# Společně (film, 2000)
Společně (v originále Tillsammans) je švédský komediální film režiséra Lukase Moodyssona z roku 2000.

## Příběh
Stockholm, 1975. Elizabet (Lisa Lindgren) společně se svými dětmi opouští manžela (Michael Nykqvist) a stává se součástí komunity Společně (Tillsammans), kterou založil a vede její bratr Göran (Gustaf Hammarsten). Komunitu spojují sdílené myšlenky a představy o uspořádání společnosti, levicové smýšlení, ale také pozůstatky minulých vztahů a rozhodnutí. Významnou roli také hrají vzájemné vztahy, které narušují představy o sexuálním životě v komunitě. Vzájemná nedůvěra a nejistota je překonána a soužití vyznačující se sexuální svobodou i hodnotami sdílení je stvrzeno fotbalovým zápasem v zasněžené krajině.

## Přijetí
Snímek byl velmi populární ve Švédsku i zahraničí, získal řadu cen (mmj. Cenu pro nejlepší režii na festivalu v Gentu, nebo ceny GuldCena za režii, scénář a herecký výkon Michaela Nykqvista na národním festivalu

## Produkce
Film vznikl v koprodukci Švédska, Dánska a Itálie. Ačkoliv se odehrává ve Stockholmu, natáčel se převážně ve městech Trollhättan and Göteborg, v domě, který byl upraven do podoby komunitního domu ze 70. let (následně měl být zbourán).